# Miramor (huyện)
Miramor là một huyện thuộc tỉnh Daikondi, Afghanistan. Dân số thời điểm năm 1999 là  người.